# Pájara
Pájara és un municipi de l'illa de Fuerteventura, a les illes Canàries. És situat en part del centre de l'illa, abasta també tota la península de Jandía. És el major municipi de l'illa amb una extensió de 383,52 km². La seva altitud és de 196 metres sobre el nivell del mar, i té un litoral de 150 quilòmetres. El punt més elevat de Fuerteventura és el Pico de la Zarza (807 metres d'altitud) situat en Jandía. Aquesta península és una zona protegida per un Parc Natural.
Els seus nuclis més importants són Morro Jable, Costa Calma i Solana Matorral. Morro Jable, de tradició pesquera, és seu d'importants campionats internacionals de windsurf. En la localitat de Pájara es pot visitar l'església de La nostra Senyora de Regla (inicialment construïda en 1687 i posteriorment ampliada). L'economia de Pájara està centrada en el turisme, oferint més de 18000 places hoteleres i extrahoteleras. El municipi disposa de la major extensió de platges de Canàries. Destaquen les de Sotavent, les de Cofete i Morro Jable.

## Espais naturals protegits
- Monument natural Ajuí: alberga sediments oceànics i fòssilés d'animals marins ja desapareguts, de gran interès científic.
- Parc natural de Jandía: abasta gairebé la totalitat de la península del mateix nom. Compten amb abundants endemismes, espècies amenaçades i espècies protegides en flora i fauna.
- Monument natural Montaña Cardón: d'interès científic per la seva riquesa florística.
- Parc rural de Betancuria: s'estén pels municipis de Betancuria, Puerto del Rosario, Antigua, Tuineje i Pájara. El seu ecosistema afavoreix l'existència d'aus aquàtiques.
- Paratge natural Platja del Matorral: amb només 115 hectàrees és un lloc d'alt interès científic. Zona de recalada d'aus marines.